# Dünzelbach
Dünzelbach ist ein Gemeindeteil von Moorenweis im oberbayerischen Landkreis Fürstenfeldbruck. Am 1. Januar Juni 2022 hatte der Ort 472 Einwohner.
Das Pfarrdorf liegt circa drei Kilometer westlich von Moorenweis an der Kreisstraße FFB 16. 

## Geschichte
Im 13. und 14. Jahrhundert sind dort die Vögte von „Tinzelbach“ bezeugt. Seit dem 15. Jahrhundert wird Dünzelbach als Hofmark angesehen, die wohl der Familie Toerring gehörte.

## Baudenkmäler
Siehe auch: Liste der Baudenkmäler in Dünzelbach
- Katholische Pfarrkirche St. Nikolaus
- Pfarrhof

## Bodendenkmäler
Siehe auch: Liste der Bodendenkmäler in Moorenweis
- Burg Dünzelbach